# Johannes VIII. (Byzanz)

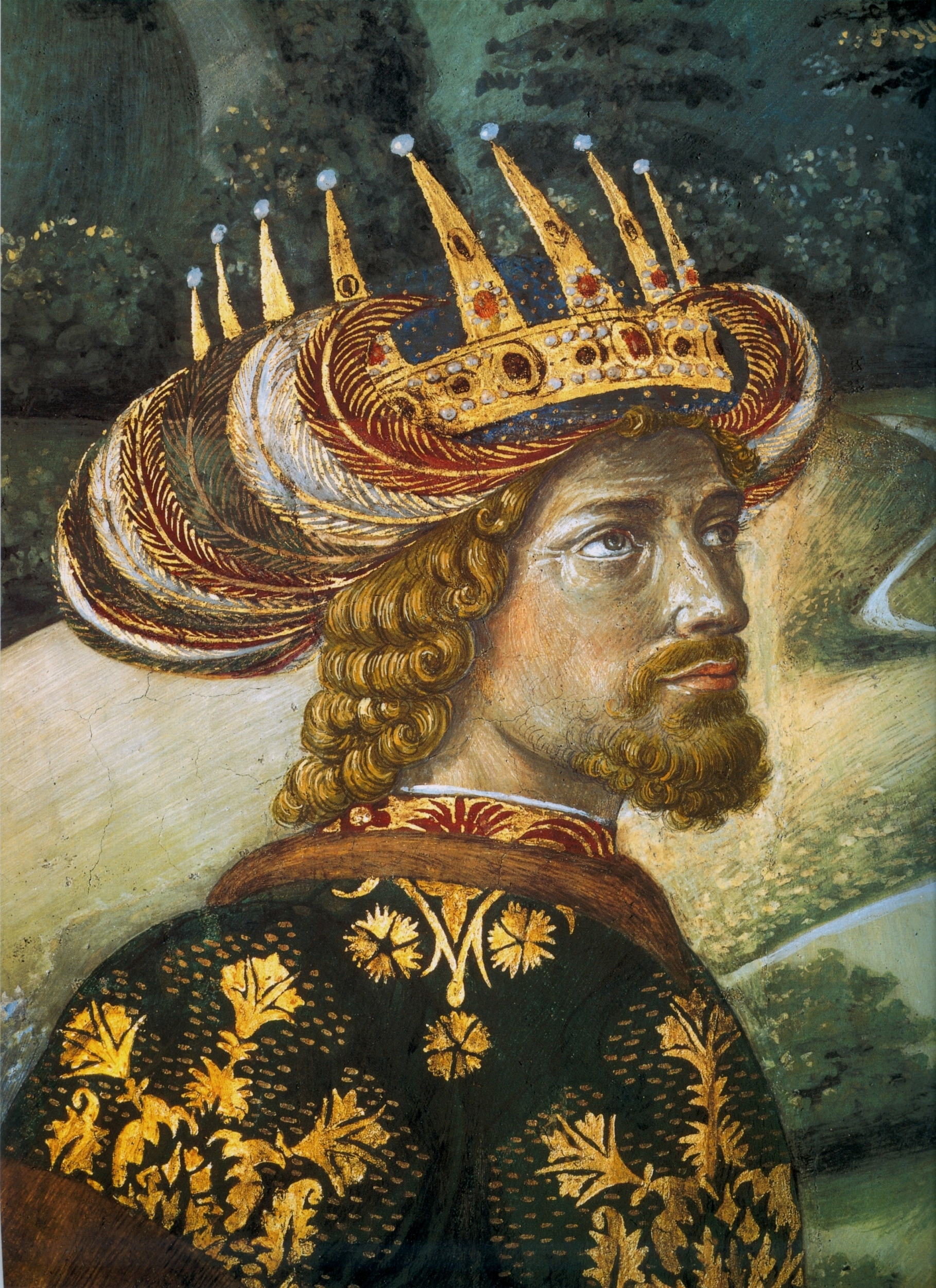
Johannes VIII. Palaiologos, auf einem Gemälde des Benozzo Gozzoli

Johannes VIII. Palaiologos (mittelgriechisch Ἰωάννης Ηʹ Παλαιολόγος, * 1392 in Konstantinopel; † 31. Oktober 1448) war ein Sohn Manuels II. und als dessen Nachfolger von 1425 bis 1448 byzantinischer Kaiser.

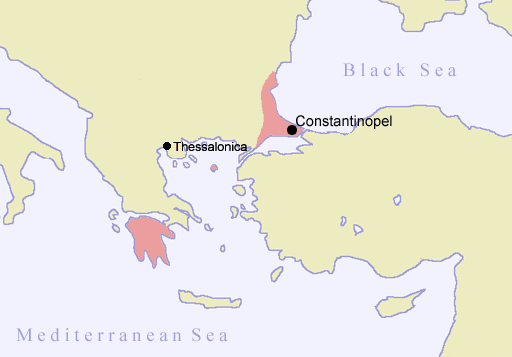
Territoriale Situation des Byzantinisches Reiches um 1450.

Auf der Suche nach Unterstützung gegen die Osmanen, die unter Murad II. 1422 vergeblich Konstantinopel belagerten, wandte er sich dem Westen und Papst Eugen IV. zu und versuchte, eine Einigung zwischen der orthodoxen und der römisch-katholischen Kirche zu finden. Die auf dem Konzil von Ferrara–Florenz 1439 in Florenz vereinbarte Kirchenunion stieß jedoch auf wenig Zustimmung innerhalb der byzantinischen Bevölkerung und erwies sich nach der osmanischen Eroberung Konstantinopels 1453 weitestgehend als Fehlschlag.
Auf der Peloponnes konnte er die von seinem Vater begonnenen Eroberungen fortsetzen. 1430 eroberte er Patras, in den folgenden zwei Jahren fast alle lateinischen Besitzungen. Außer Koron und Modon, Nauplia und Argos waren alle Bezirke byzantinisch.
Johannes VIII. war dreimal verheiratet. Seine erste Gattin war von 1414 bis zu ihrem Tod Anna von Moskau (1393–1417), eine Tochter des russischen Großfürsten Wassili I. 1421 folgte die zweite Ehe mit der Katholikin Sophia von Montferrat (ca. 1399–1434), Tochter des Markgrafen Theodor II. von Montferrat. Ihr fehlgebildetes Gesicht stieß nicht wenige ab. Johannes vernachlässigte seine Gattin und verstieß sie schließlich im August 1426. Im September 1427 heiratete er Maria Komnena, Tochter des Kaisers Alexios IV. des Reiches von Trapezunt, die 1439 starb. Aus keiner der Ehen des Johannes gingen Kinder hervor; daher folgte ihm 1448 sein Bruder Konstantin XI. nach.

## Literatur

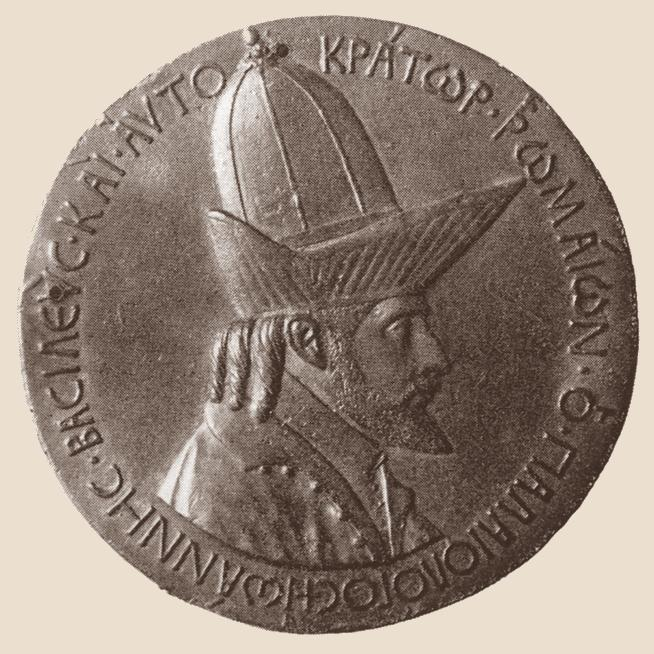
Johannes VIII. Palaiologos, Portraitmedaille von Pisanello, Bronzeguss, ca. 1438–43.